# Accidente ferroviario de Voorschoten
El accidente de tren de Voorschoten ocurrió el 4 de abril de 2023 cuando un tren de carga y un tren de pasajeros chocaron con equipos de construcción que obstruían la línea en Voorschoten, Holanda Meridional, Países Bajos. El tren de pasajeros se descarriló. El operador de la grúa murió y 30 personas resultaron heridas, 19 de las cuales fueron hospitalizadas.

## Accidente
A las 03:25 CEST (01:25 UTC), un tren de mercancías, operado por DB Cargo y remolcado por la locomotora DBAG Clase 189 número 189 054, colisionó con una grúa birraíl que obstruía la línea en Voorschoten, Holanda Meridional, Países Bajos, que conecta Leiden Centraal con Den Haag Centraal y Den Haag Hollands Spoor, todas ubicadas en el ferrocarril Ámsterdam-Haarlem-Rotterdam. La locomotora que transportaba el tren de carga sufrió graves daños, pero no descarriló. La grúa aterrizó en el camino de un tren de pasajeros, operado por la unidad NS VIRM 9405, y luego chocó contra él. Hubo entre uno y cinco minutos entre las dos colisiones. El tren de pasajeros viajaba a 137 kilómetros por hora (85 mph) cuando chocó con la grúa. Los cuatro vehículos del tren de pasajeros se descarrilaron. Dos de las cuatro vías a través de Voorschoten se habían cerrado para realizar trabajos de investigación e ingeniería.
Se produjo un pequeño incendio en el último vagón del tren de pasajeros, pero se extinguió rápidamente. El tren de pasajeros viajaba de Leiden a Den Haag, Holanda Meridional. Se emitió una alerta de "Código 50", ya que presuntamente más de 50 personas resultaron heridas. También se declaró una situación GRIP 3, lo que indica un incidente que amenaza el bienestar de un gran número de personas en un solo municipio. Se informó que el conductor del tren de carga sobrevivió ileso. El conductor del tren de pasajeros sobrevivió con varios huesos rotos. Dos conductores del tren de pasajeros resultaron heridos.El 5 de abril de 2023, el director ejecutivo de ProRail, John Voppen, declaró que era probable que el tren de carga estuviera en la vía correcta.

## Víctimas
El operador de la grúa murió, un empleado de Royal BAM Group, la empresa propietaria de la grúa. Otras 30 personas resultaron heridas, 15 de las cuales estaban "graves". Los servicios de emergencia acudieron al lugar. Diecinueve de los heridos fueron trasladados al hospital Diez de ellos habían sido dados de alta al mediodía. Tres personas fueron enviadas a cuidados intensivos: dos en el Centro Médico de la Universidad de Leiden y una en HMC Westeinde Cinco personas seguían hospitalizadas el 7 de abril, una de ellas en cuidados intensivos.